# Depot von Míkovice
Das Depot von Míkovice (auch Hortfund von Míkovice) ist ein Depotfund der frühbronzezeitlichen Aunjetitzer Kultur aus Míkovice, einem Ortsteil von Kralupy nad Vltavou im Středočeský kraj, Tschechien. Es datiert in die Zeit zwischen 2000 und 1800 v. Chr. Das Depot befindet sich heute im Museum von Čáslav.

## Fundgeschichte
Das Depot wurde erstmals 1891 erwähnt. Es wurde beim Pflügen entdeckt. Das Datum des Funds und die genaue Fundstelle sind unbekannt. Aus dem Nachbarort Minice stammt ein weiteres Depot, das in die gleiche Zeitspanne datiert.

## Zusammensetzung
Das Depot besteht aus einem bronzenen Ösenhalsring und dem Bruchstück eines weiteren deformierten Exemplars.